# Abarema lehmannii
Espèce
Statut de conservation UICN

 LC  : Préoccupation mineure
Abarema lehmannii est une espèce de plantes à fleurs de la famille des Fabacées endémique de Colombie.